# Place de la République (Paris)
Pour les articles homonymes, voir Place de la République.
La place de la République est une place de 3,4 ha située à la limite des 3e, 10e et 11e arrondissements de Paris.

## Situation et accès
La place est desservie par sept grandes rues. Cinq lignes du métro de Paris s'y croisent, faisant de la station République (3, 5, 8, 9 et 11) un important nœud de correspondances.

### Nœud de communications

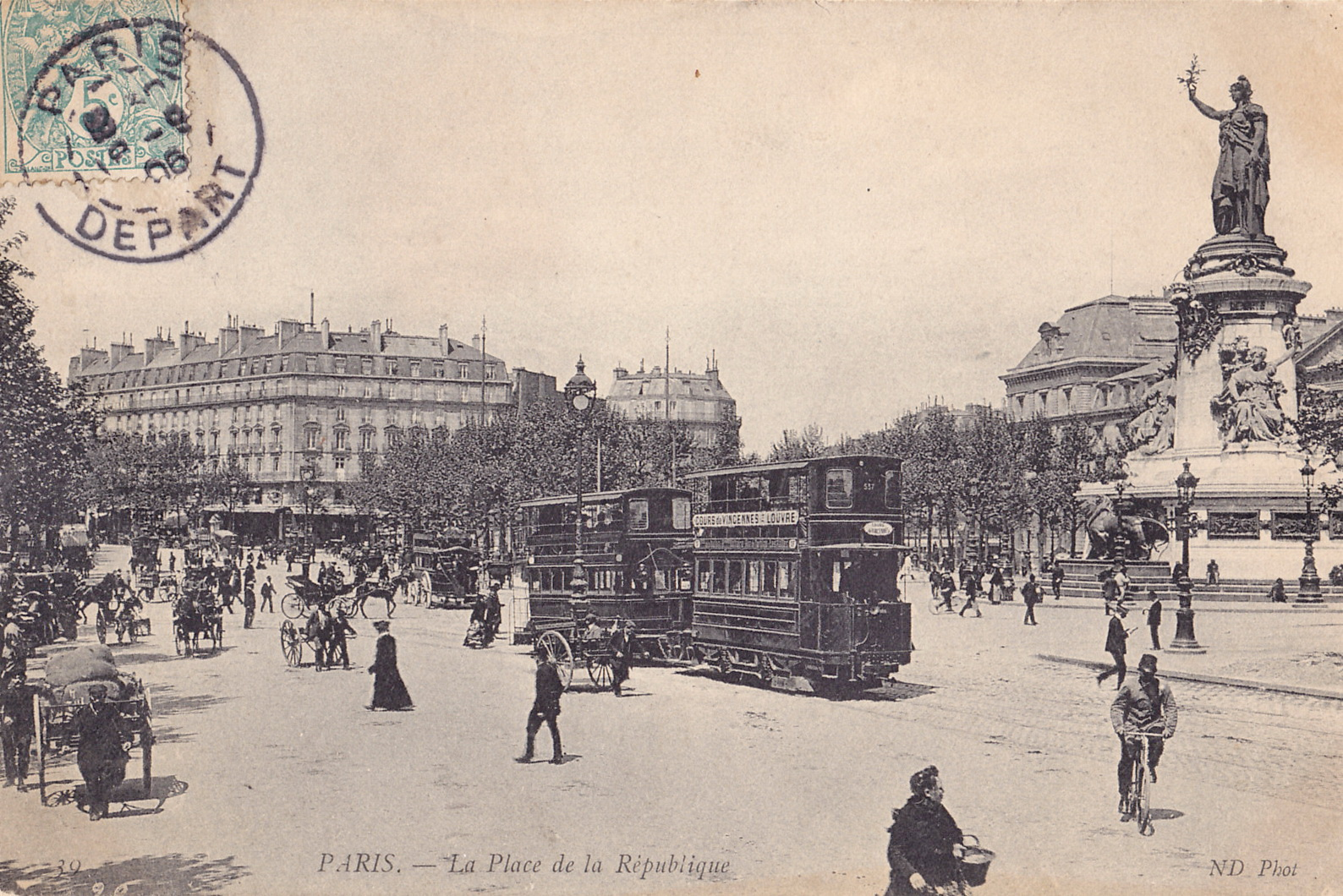
Tramways à impériale de la CGO, ligne Cours de Vincennes - Louvre, dans les années 1900.
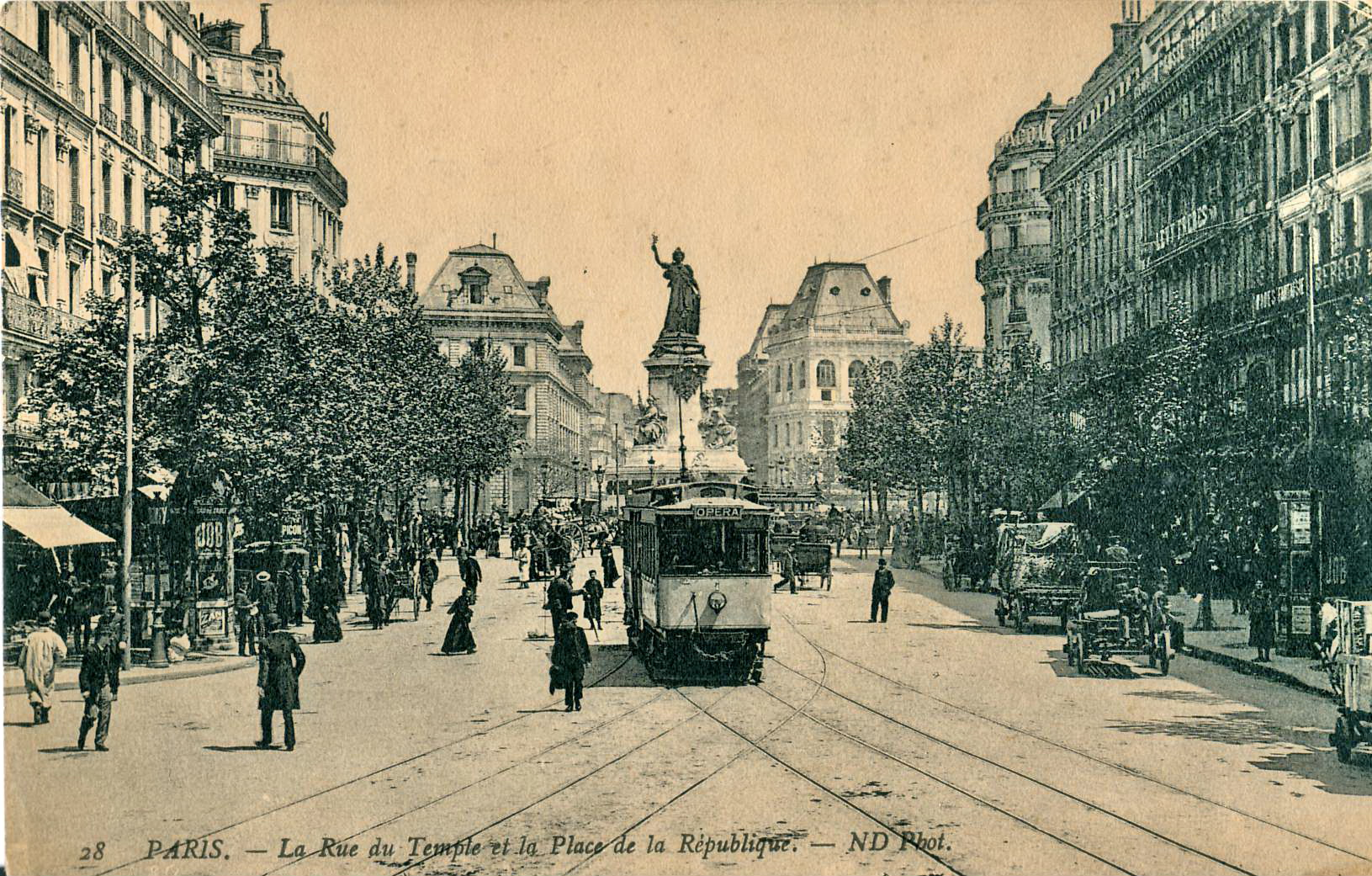
Tramway électrique à la République au début du XXe siècle.

Avec l’augmentation du trafic à la fin du XIXe et début du XXe siècle, la place devient un nœud de communication important de Paris. Les divers moyens de locomotion d'alors se croisent autour d'une grande esplanade, comme le tramway funiculaire de Belleville (un tramway à câble reliant la place de la République à la colline de Belleville), les tramways de la Compagnie générale des omnibus, qui desservent Paris, ou ceux des Chemins de fer nogentais dont le réseau dessert la banlieue est.
L'année 1904 voit la fin de la construction de la ligne 3 du métro et l'inauguration de la station de métro République sous la place. Les lignes 5, 8 et 9 seront par la suite construites et desserviront également la place. La dernière, la 11 est inaugurée en 1935.
Jusqu'en 2011 et son réaménagement, 60 % de la place de la République est destinée à la circulation automobile.

### Voies aboutissant sur la place de la République
En tournant dans le sens des aiguilles d'une montre :
- boulevard de Magenta,
- rue Beaurepaire,
- rue Léon-Jouhaux,
- rue du Faubourg-du-Temple,
- avenue de la République,
- boulevard Voltaire,
- boulevard du Temple,
- rue du Temple,
- boulevard Saint-Martin,
- rue René-Boulanger.

## Origine du nom
La place, précédemment appelée « place du Château-d'Eau », porte depuis 1879, son nom actuel qui lui est donné dans le cadre du projet d'érection d'une statue de la République, en délibération depuis 1878 au conseil municipal de Paris. Le monument est commandé en 1879 aux frères Thiébaut et inauguré en 1883.

## Historique

### Avant les années 1860
Dans les années 1670-1680, l'enceinte de Charles V, bâtie au XIVe siècle, est rasée et remplacée par un cours, les futurs grands boulevards. Une petite place triangulaire est aménagée à l'emplacement du bastion du Temple. La place était située légèrement plus à l'ouest que la place actuelle, au-dessus de la rue des Fossés-Saint-Martin (renommée par la suite « rue de Bondy », puis « rue René-Boulanger »). Cette rue marque ainsi la limite nord-ouest de l'ancienne place.
Ce n'est à l'origine qu'une partie du boulevard Saint-Martin,, mais elle au prend au XIXe siècle le nom de « place du Château-d'Eau » en référence à une fontaine dite du « Château-d'Eau », dessinée par Girard, installée sur la place en 1811,.

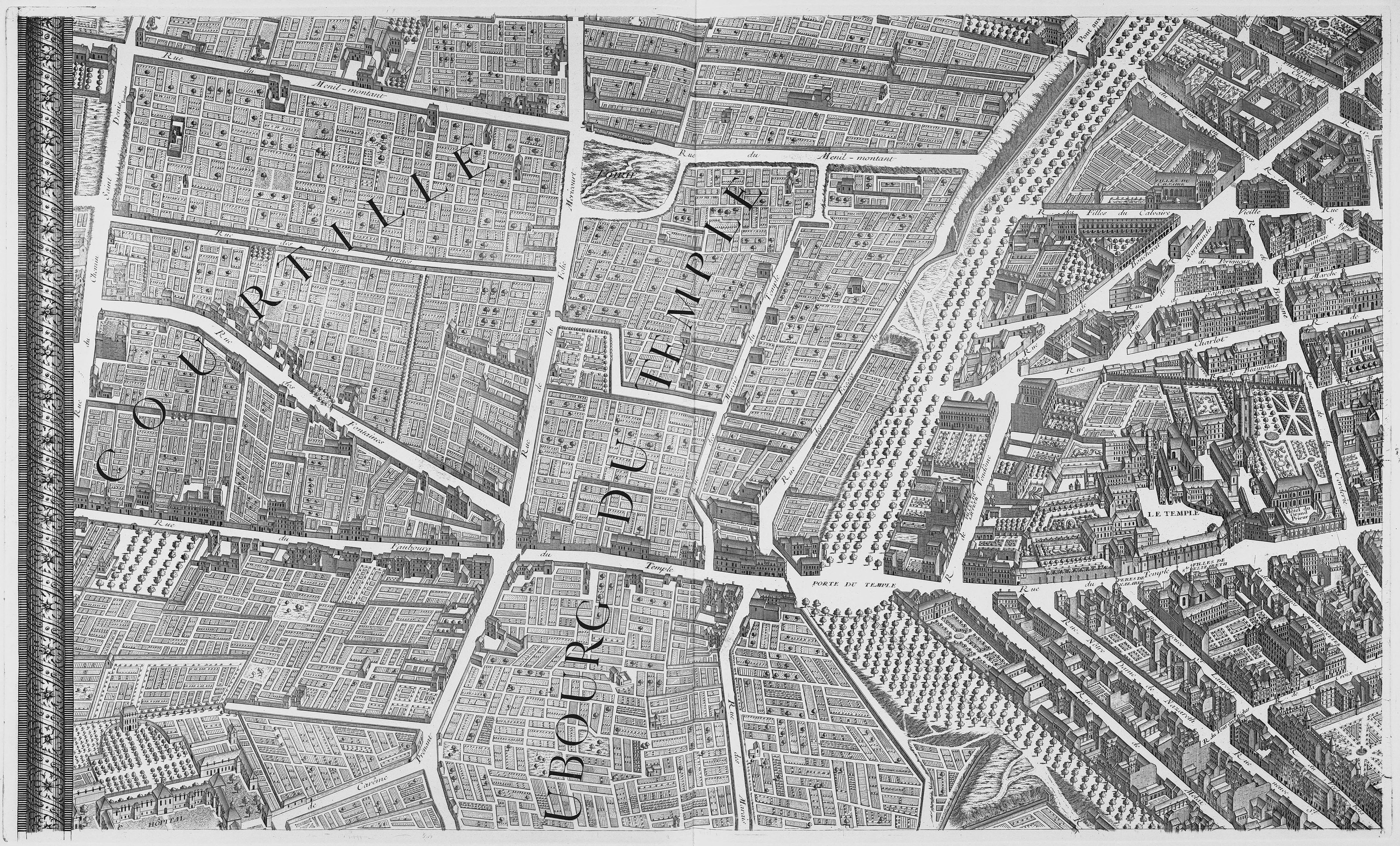
Le carrefour dit Porte du Temple sur le plan de Turgot établi en 1734-1739.
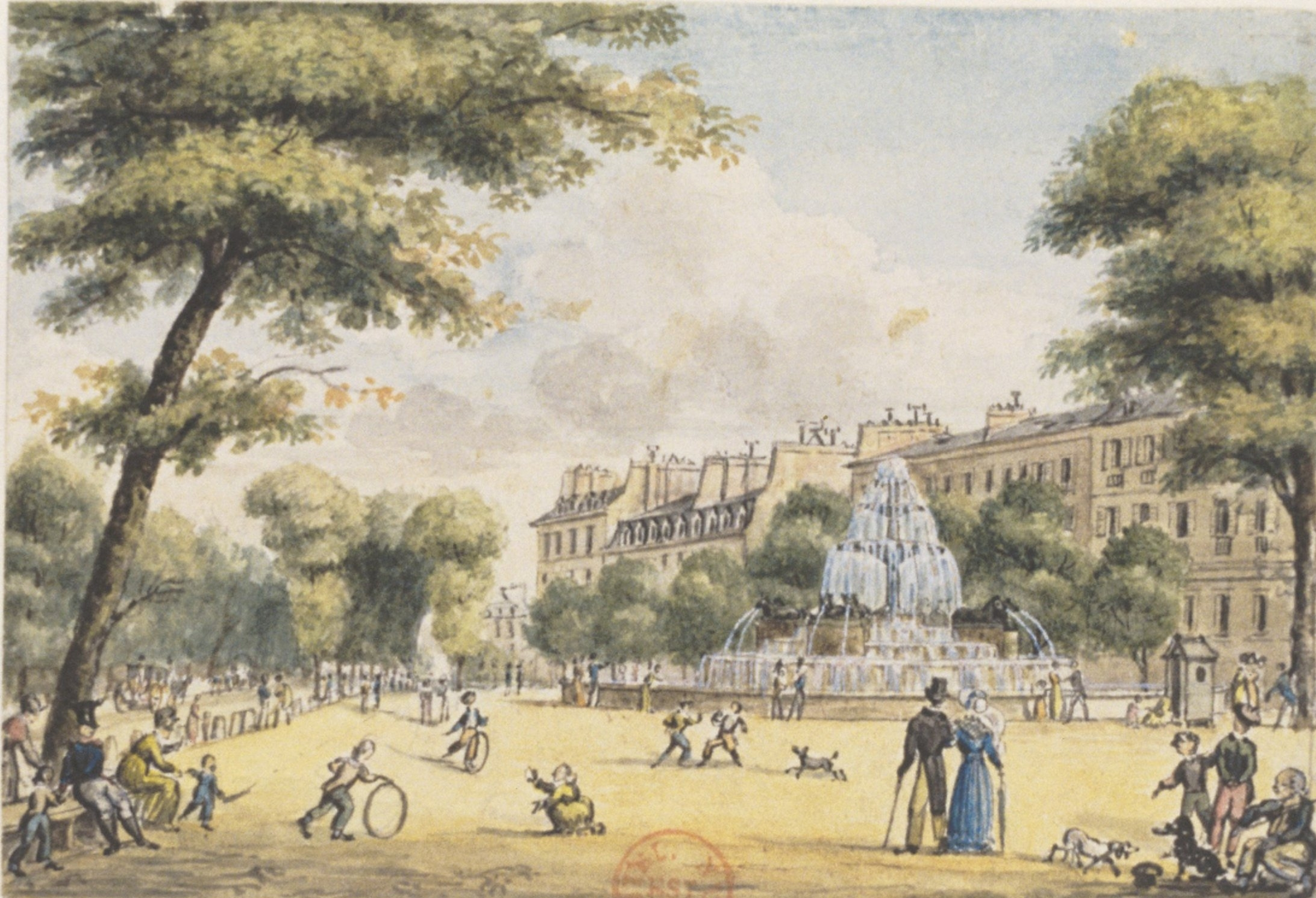
La place du Château-d'Eau en 1829.
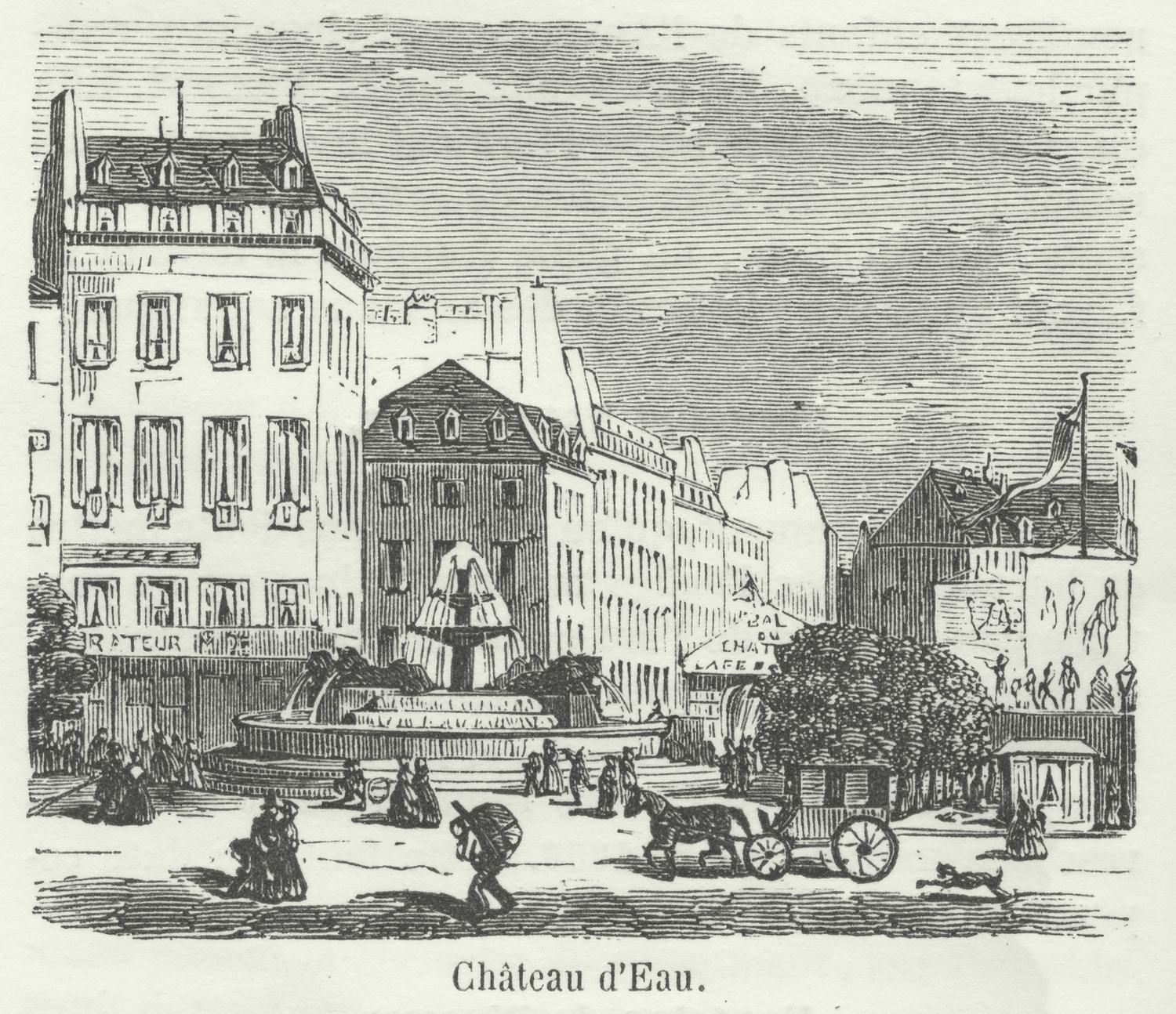
La fontaine du Château-d'Eau en 1855.

### Le réaménagement des années 1860
La place prend sa physionomie actuelle dans le cadre des transformations de Paris sous le Second Empire. En 1855 est déclarée d'utilité publique la construction d'une caserne en arrière du château d'eau. La caserne du Prince-Eugène, plus tard nommée « caserne du Château-d'Eau «, puis « caserne Vérines », est érigée par Degrove, à l'emplacement de l'ancien Vauxhall d'été et du diorama de Louis Daguerre où Jacques Daguerre, l'un des inventeurs de la photographie, donnait ses représentations de quinze minutes. Prévue à l'origine pour 3 200 hommes, la caserne est alors l'équipement le plus vaste de la ville avec une superficie équivalente à celle de l'Hôtel de Ville. Elle est construite pour rassembler des troupes alors éparpillées dans Paris mais aussi à pouvoir, si nécessaire, rapidement encercler le faubourg Saint-Antoine. En 1856, un décret prévoit le réaménagement des abords de la caserne. Par la suite, plusieurs boulevards sont projetés : percement du boulevard du Prince-Eugène (actuel boulevard Voltaire) et de l'amorce de l'actuelle avenue de la République, déclarés d'utilité publique en 1857 et prolongement du boulevard du Nord (actuel boulevard de Magenta) entre la rue du Faubourg-Saint-Martin et le château d'eau, déclaré d'utilité publique en 1859.
Le dégagement de la place est déclaré d'utilité publique en 1865. L'administration du baron Haussmann aménage une grande place rectangulaire de 280 mètres sur 120.
La place absorbe une partie du boulevard du Temple et un tronçon de la rue des Fossés-du-Temple, actuelle rue Amelot, en bordure du quartier de la Nouvelle Ville d'Angoulême.
Une grande partie des théâtres du boulevard du Temple sont alors rasés, notamment le Théâtre-Historique, ou Théâtre-Lyrique, fondé par Alexandre Dumas le 20 février 1847 et disparu le 20 décembre 1850. Un emplacement pour la construction d'un orphéon municipal est alors réservé mais il ne verra jamais le jour.
En 1866, Gabriel Davioud, architecte de la Ville de Paris, construit sur tout le côté nord de la place les Magasins réunis. Il dresse aussi en 1867 une seconde fontaine, de 25 mètres de diamètre et ornée de huit lions de bronze ; celle de Girard ayant été jugée insuffisante est remontée dans la cour d'entrée du marché-abattoir de La Villette (actuelle place de la Fontaine-aux-Lions) pour servir d'abreuvoir pour le bétail.

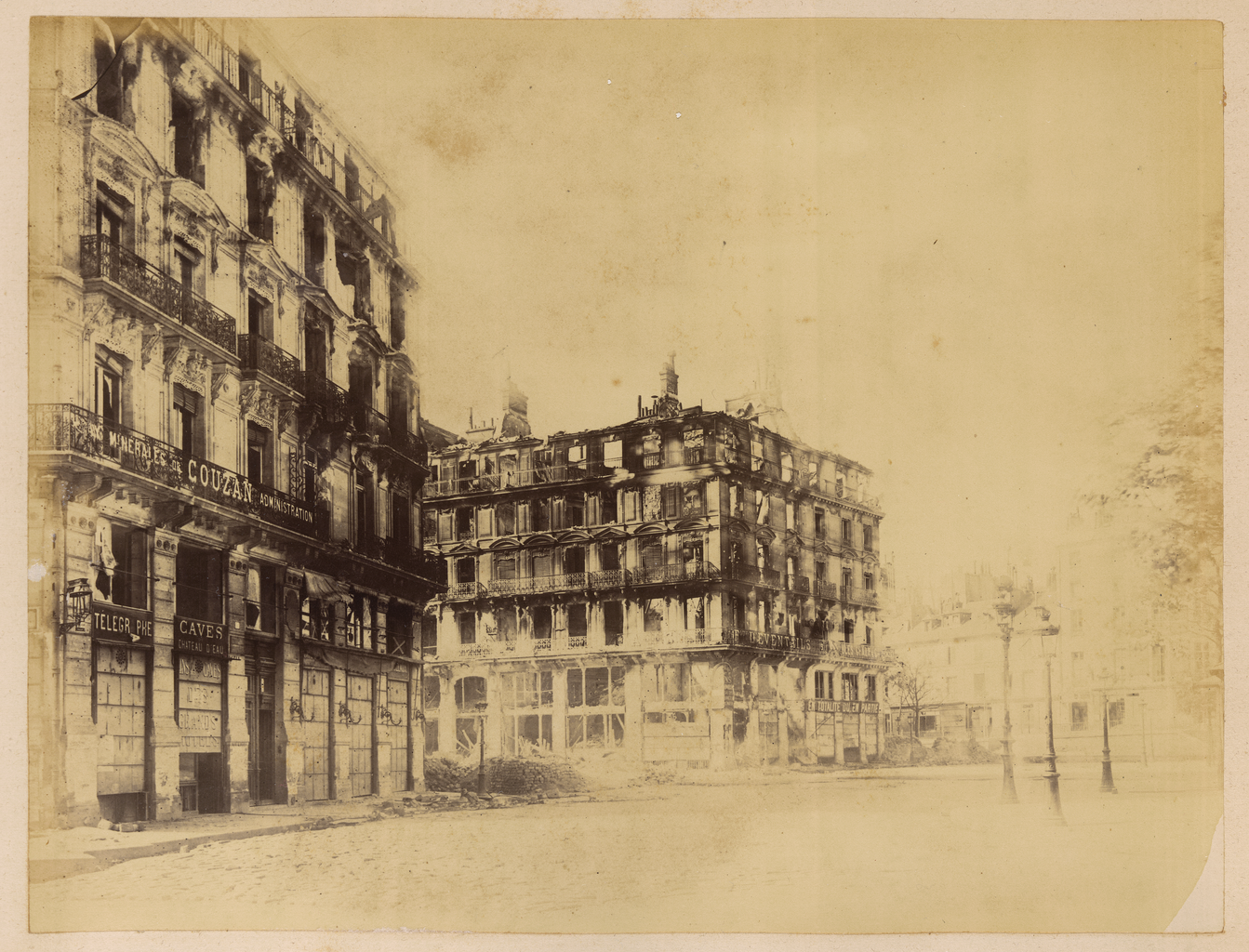
La place pendant la Commune.
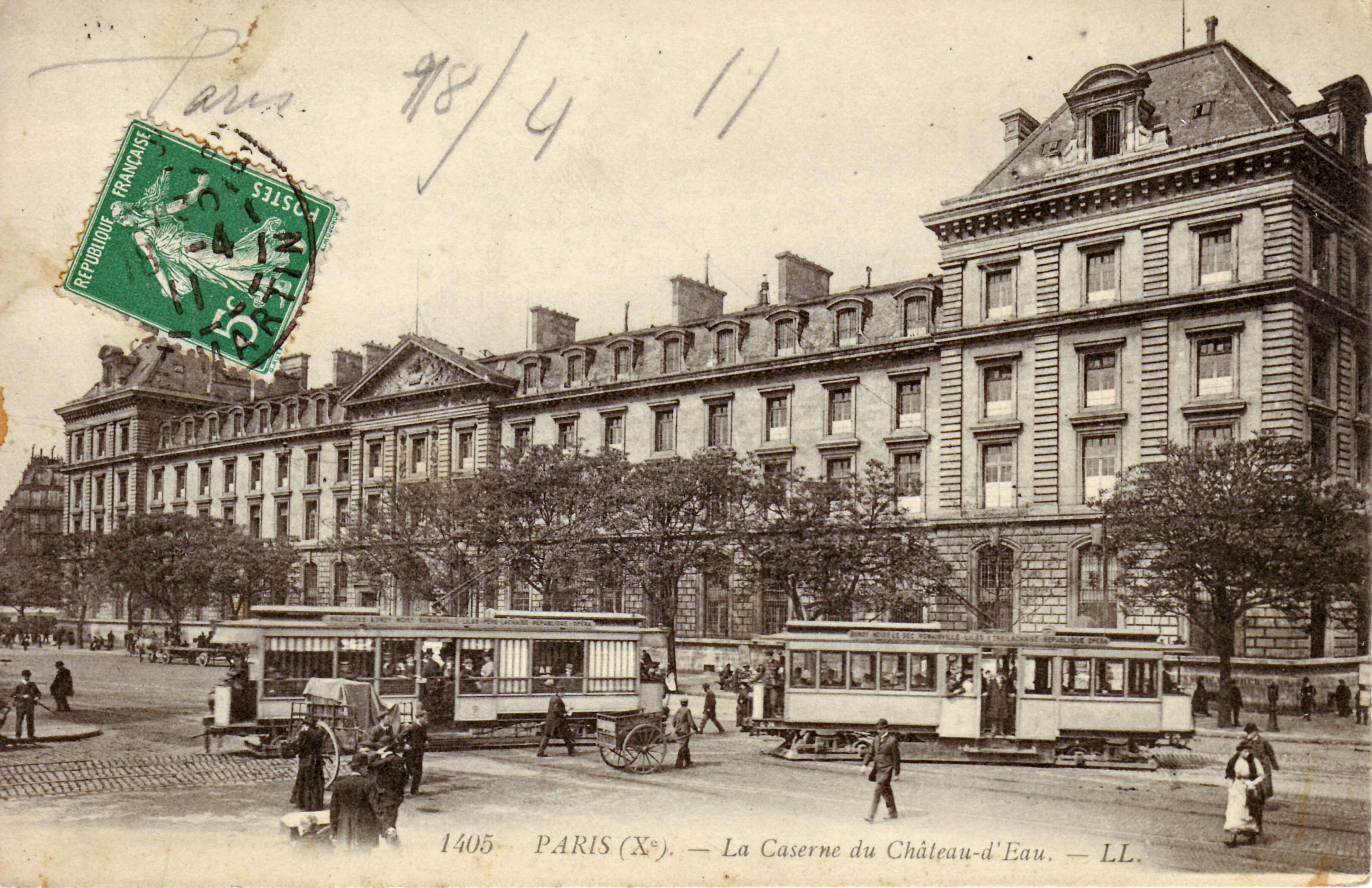
La caserne du Château-d'Eau de la Garde Républicaine avant la Première Guerre mondiale, ainsi que des tramways vers la banlieue est.

### Le réaménagement des années 1880
La place prend son nom actuel en 1879. La même année, le concours organisé pour l'installation d'un grand monument consacré à la République de nouveau proclamée est remporté par les frères Morice : Léopold pour la statuaire et Charles pour le soubassement. L'intégralité des fontes en bronze sont réalisées par la fonderie d'art Thiébaut et Fils en 1883. Deux cérémonies d'inauguration ont lieu, le 14 juillet 1880 avec le modèle en plâtre, le 14 juillet 1883 avec la version définitive en bronze. Le monument est constitué d'une statue colossale de Marianne en bronze de 9,50 mètres de haut sur un soubassement en pierre de 15 mètres de haut où sont assises des allégories de la Liberté, de l'Égalité et de la Fraternité.
La fontaine du Château-d'Eau de Davioud a, quant à elle, été réinstallée en 1880 place Daumesnil (actuelle place Félix-Éboué), dans le 12e arrondissement. La place prend alors la configuration qu'elle aura jusque dans les années 2010 avec deux terre-pleins centraux.

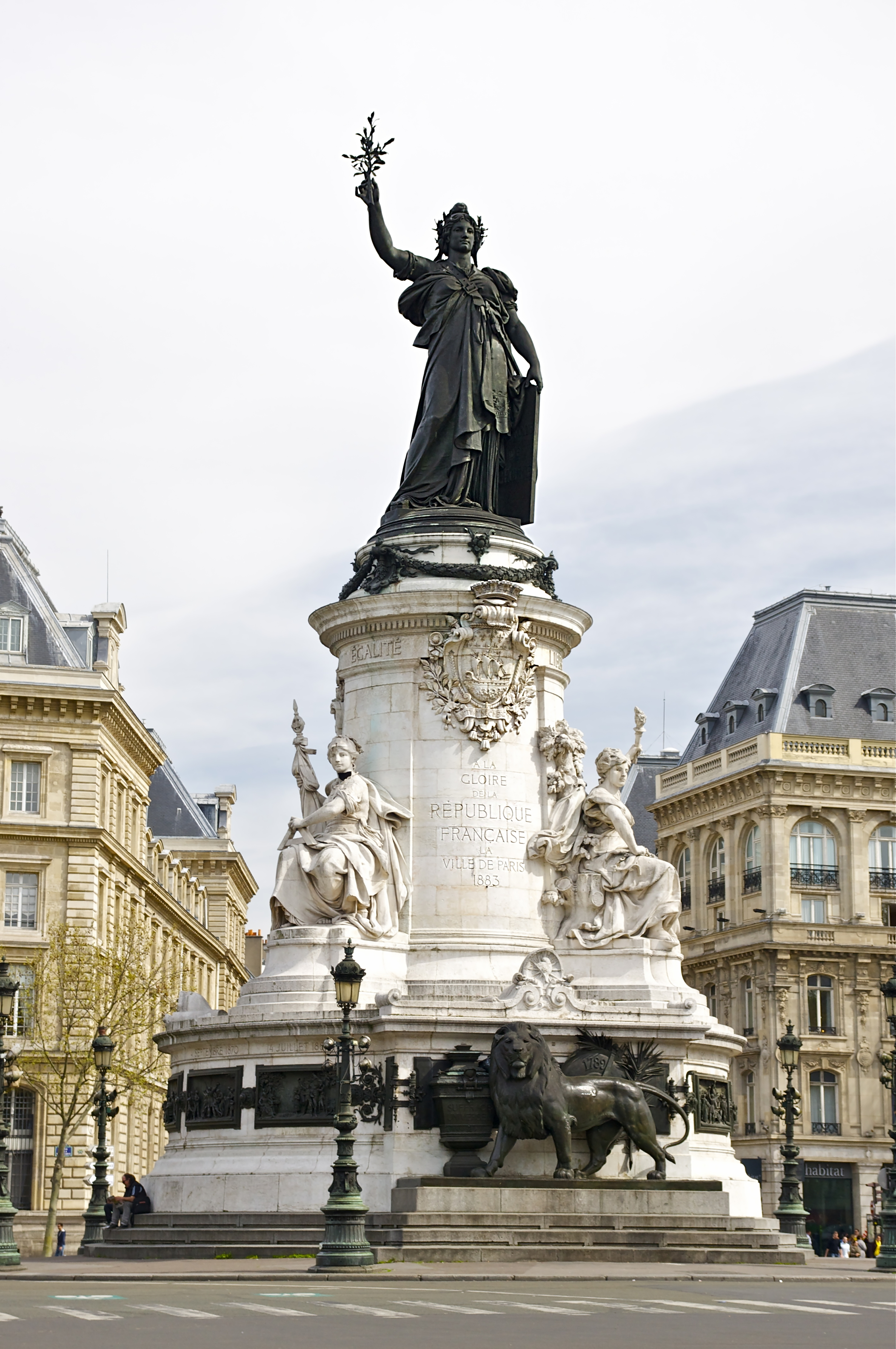
Le monument à la République.
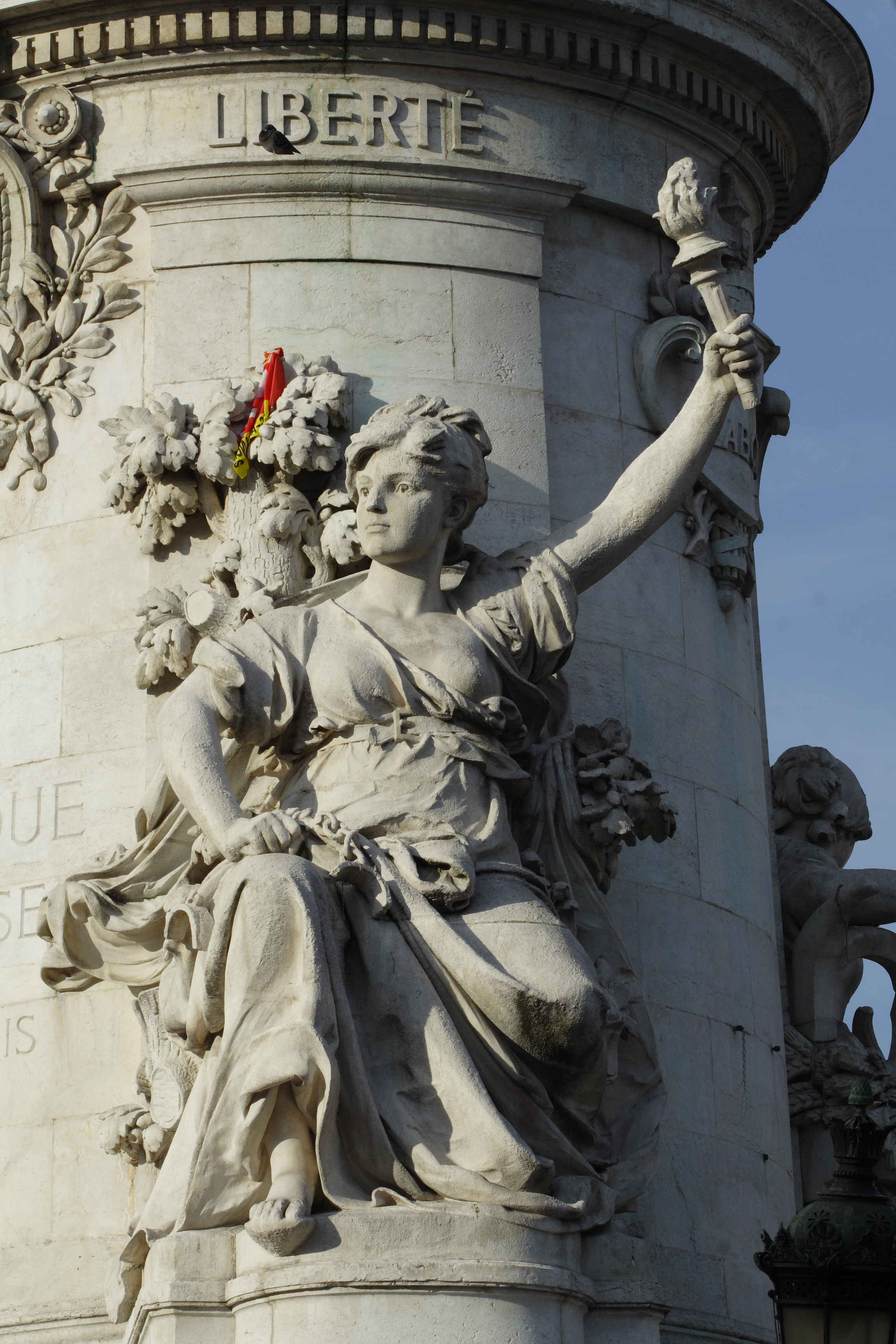
La Liberté.
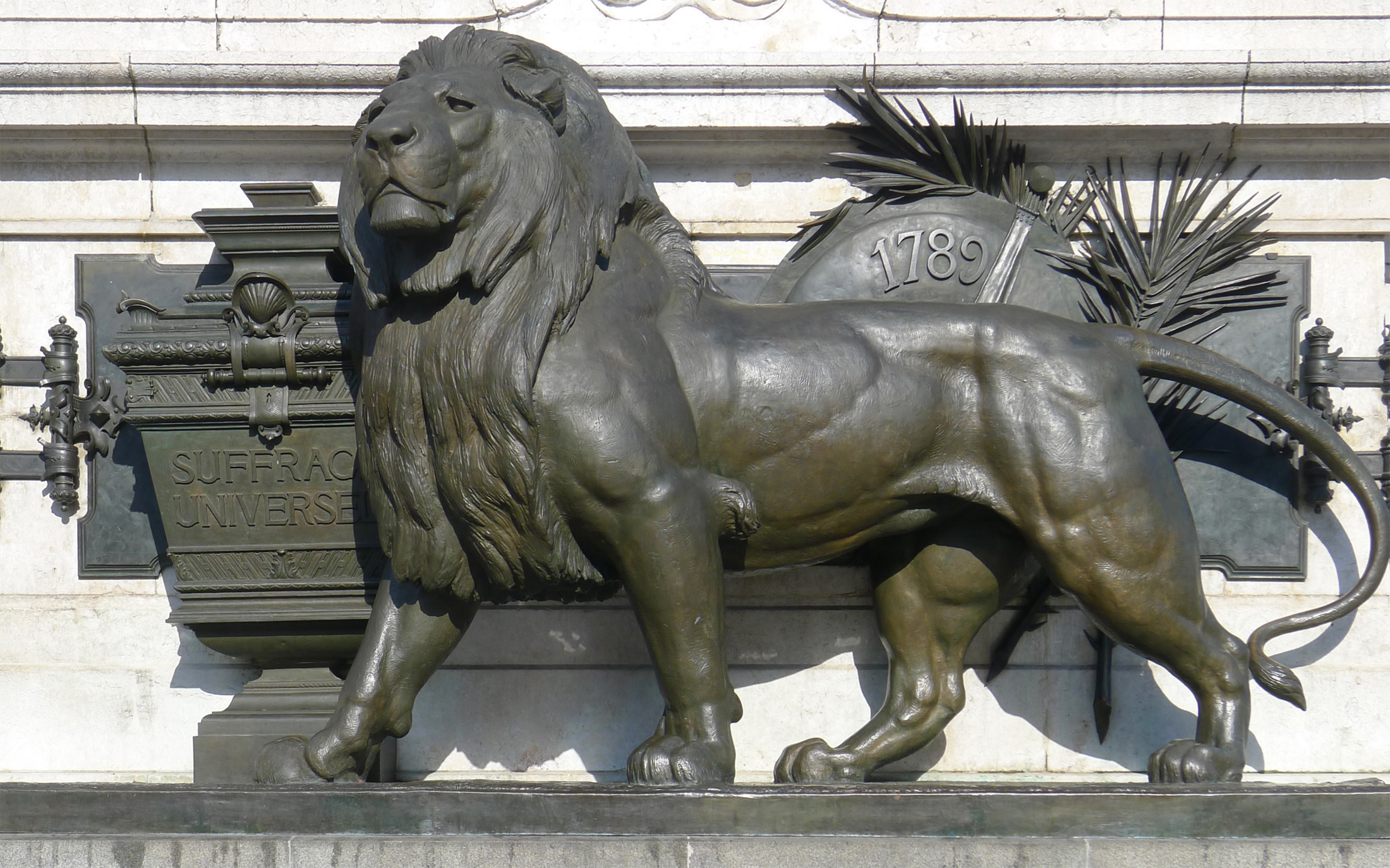
Le lion.

### Dans les années 1900

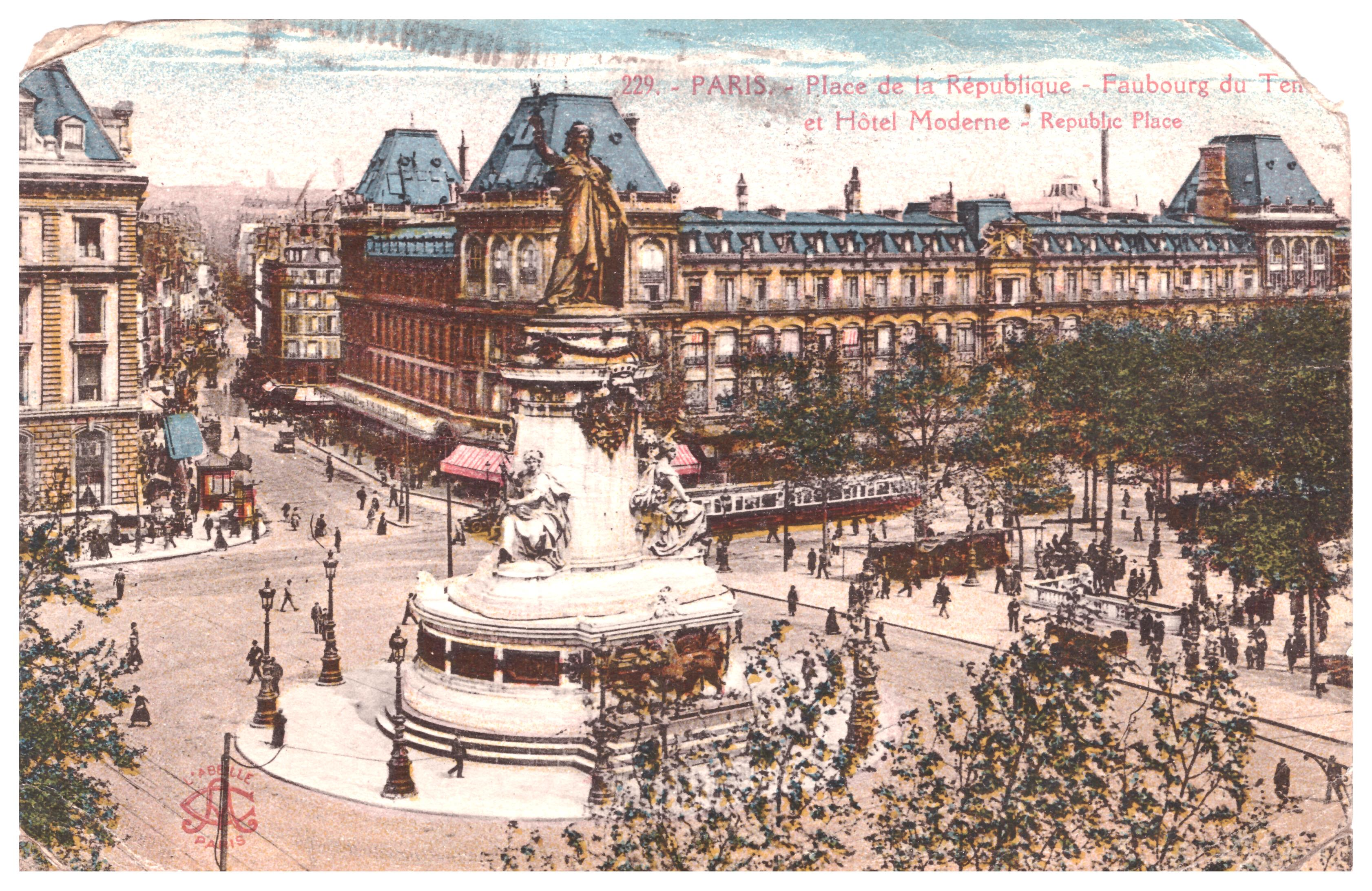
La place de la République en 1924.

Le 7 mai 1904, M. Robillard est placé en garde à vue après un scandale nommé « Incident au château d'eau ». Ce dernier a été condamné à un mois de prison pour avoir saisi par la bride le cheval du capitaine Loubet, avoir adressé des injures à l’officier et avoir essayé de désarçonner le capitaine.
Le 23 mars 1918, durant la Première Guerre mondiale, un obus lancé par la Grosse Bertha explose place de la République.

### Aménagements des années 2010
Une longue concertation s'est déroulée, à partir de décembre 2008, pour le réaménagement de la place de la République. Le lauréat du concours organisé par la Ville de Paris a été désigné le 21 janvier 2010 : l'équipe Trévélo & Viger-Kohler (TVK) a proposé, conformément à des suggestions faites au cours de la concertation, de reporter l'ensemble de la circulation, dans les deux sens, sur le seul côté ouest de la place et de créer un grand espace piétonnier au centre de celle-ci, englobant la statue et s'étendant aux bâtiments du côté est. Les 225 premiers mètres de la rue sont, comme cette place, piétonnisés jusqu’au croisement du quai de Valmy et du boulevard Jules-Ferry.
Cette proposition a donné lieu à de vives controverses et à des prises de positions opposées, les unes pour s'en féliciter,, les autres pour craindre les effets sur la circulation parisienne, ou la destruction d'éléments patrimoniaux historiques comme les fontaines des Dauphins (dont les bronzes ont cependant été réinstallés dans les bassins du Petit et Grand Palais, jardins des Champs-Élysées,), et l'adjonction d'un bassin moderne ceignant la base du monument.
Après des travaux préparatoires qui ont débuté en juillet 2011, les travaux d'aménagement de la place ont débuté en janvier 2012 et l'inauguration a eu lieu le 16 juin 2013.
En février 2013, la mairie annonce que l'espace sera loué 55 k€ annuels à quelques commerces, notamment un restaurant. Une vaste structure en verre abrite un café (détruit depuis par un incendie) côté nord sur ce qui était un jardin avec plan d'eau.
Le 1er juillet 2013 sont inaugurées la terrasse Émilienne-Moreau-Évrard, l'esplanade André-Tollet, et la terrasse du Commandant-Jacques-Blasquez, en hommage à leurs actes de résistance durant la Seconde Guerre mondiale.
Le 3 octobre 2016 sont installés des modules destinés à la pratique du skateboard qui s'intègrent à la place, pour une durée indéterminée. Ce projet est initié par la marque Volcom.

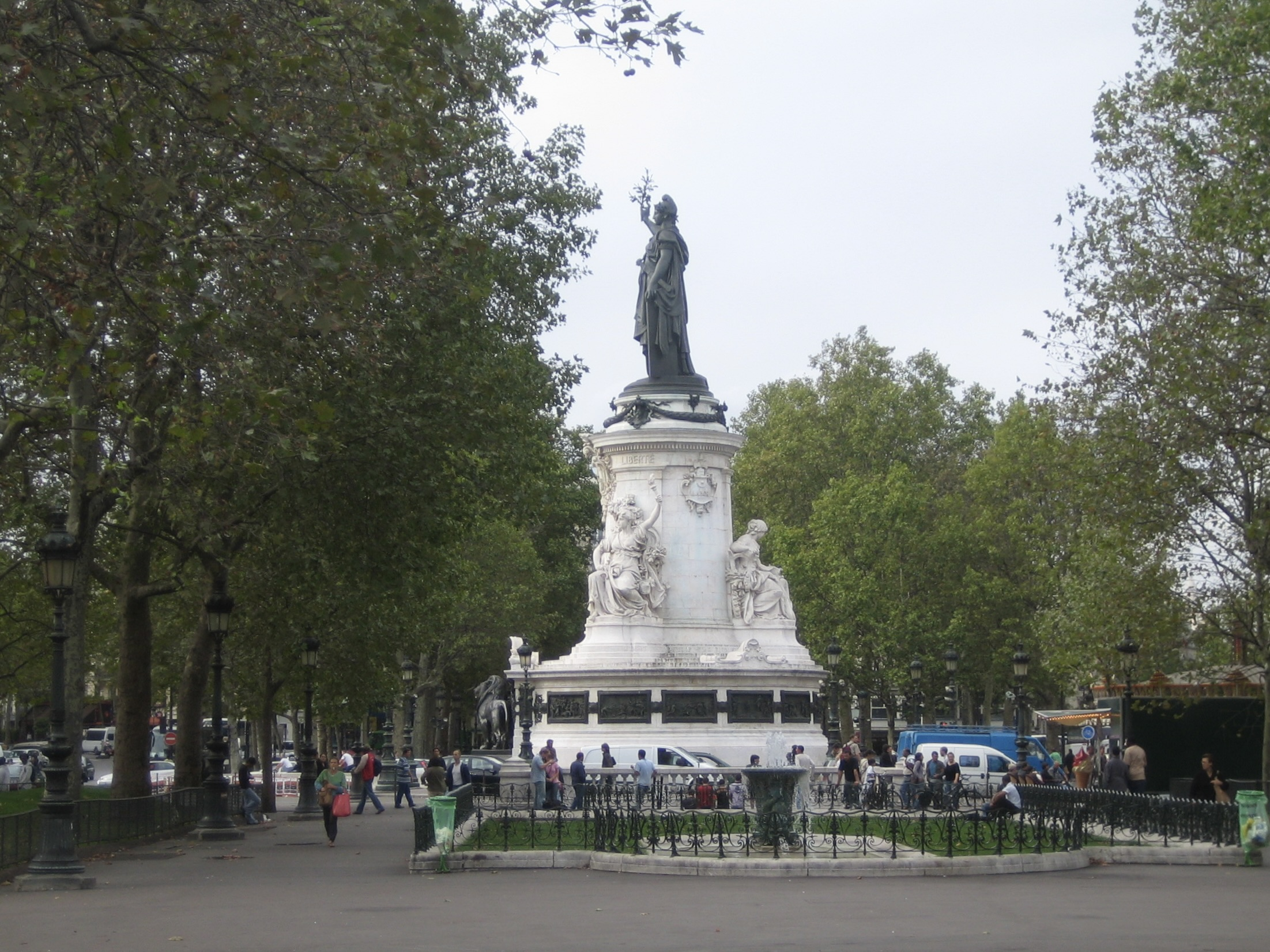
La place de la République avant sa transformation.
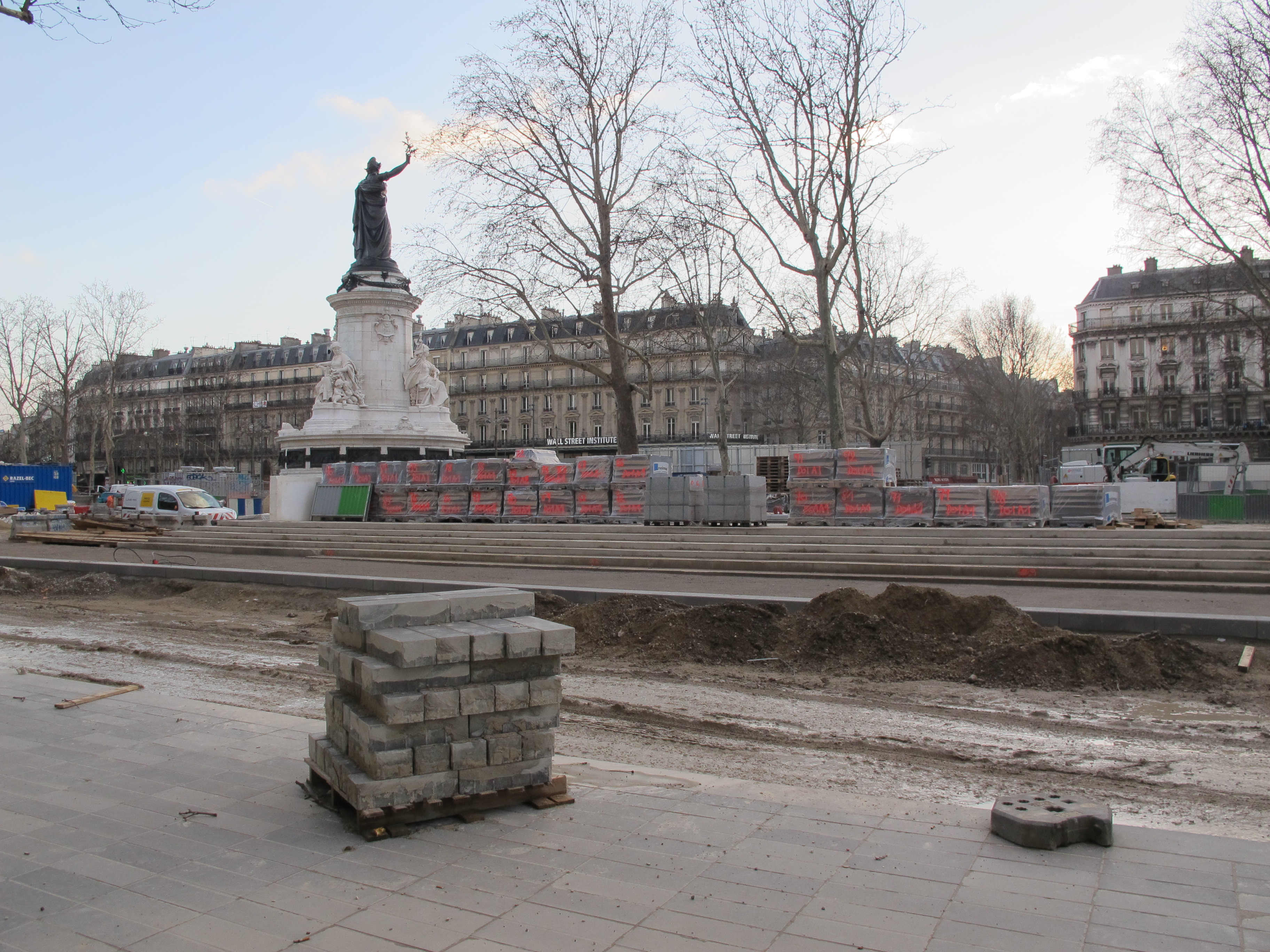
La place de la République en travaux, en 2013.
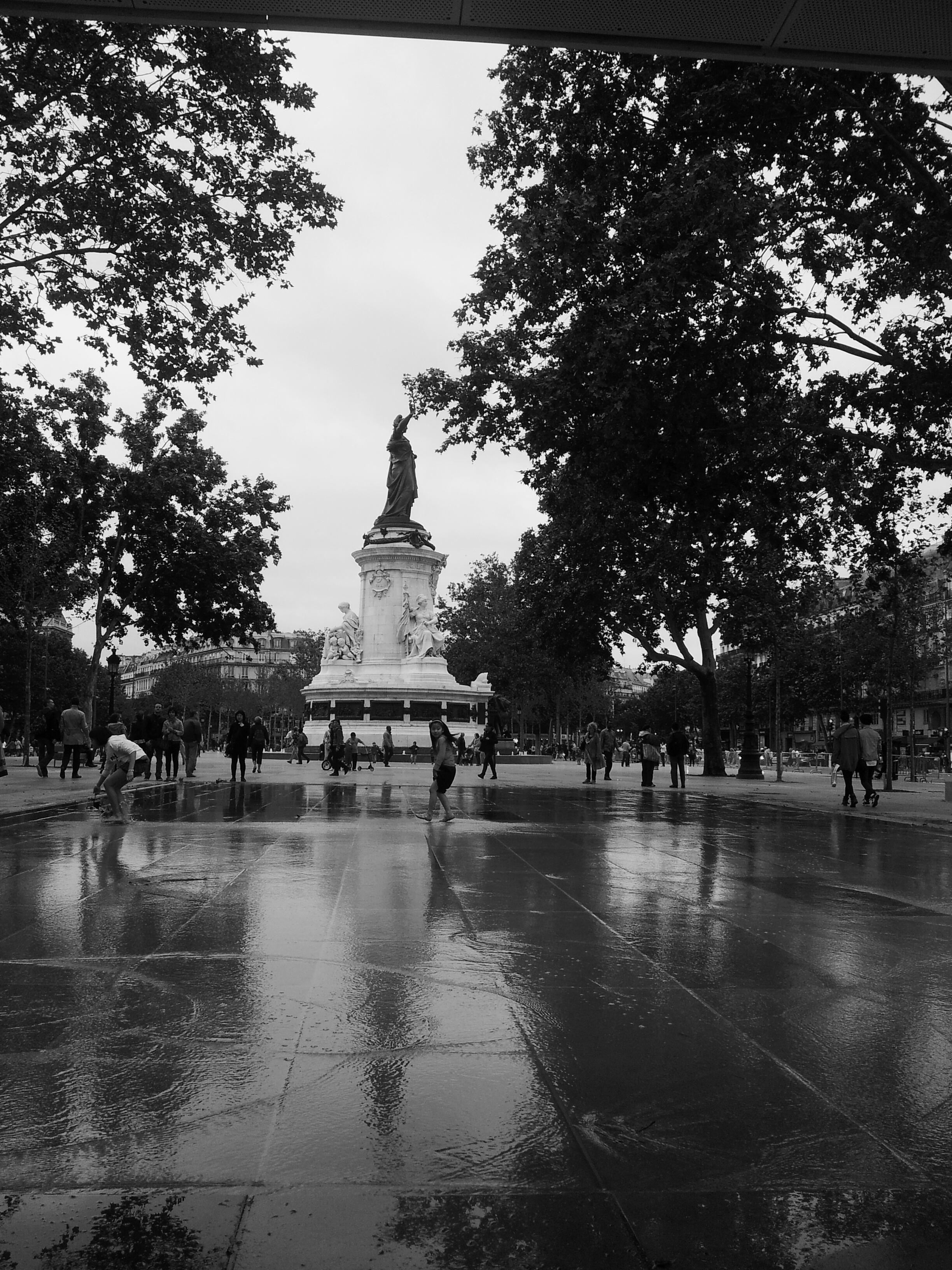
Vue du plan d'eau devant la statue centrale.
- Vue aérienne de nuit.

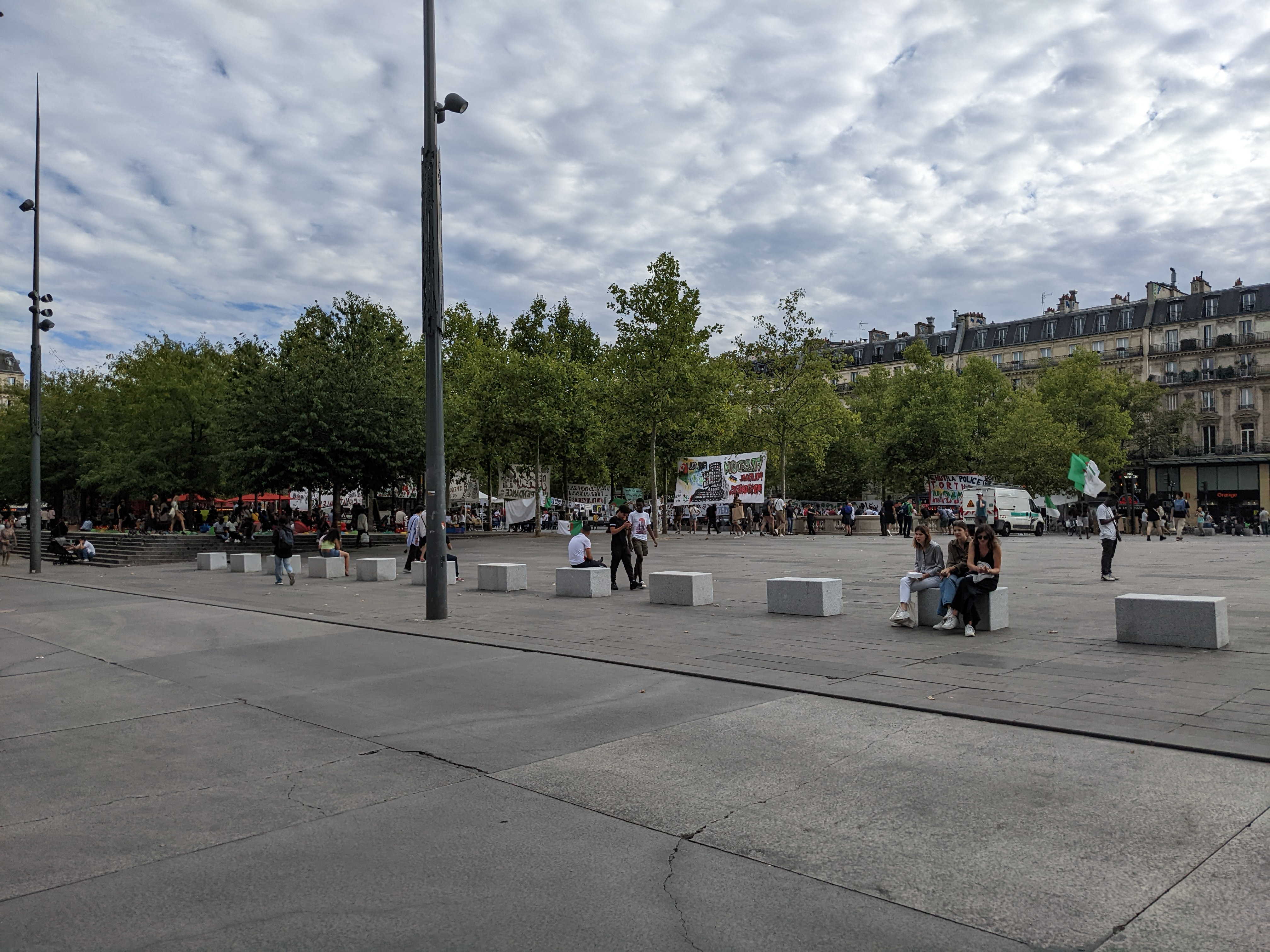
Bancs en granit.

En août 2022, la mairie de Paris réimplante 17 bancs Davioud, en remplacement des bancs Mikado dégradés et jugés peu esthétiques, sur la place de la République. Afin d'assurer la protection contre une attaque à la voiture-bélier, des blocs de granit ont été installés de part et d’autre de la place en remplacement des bancs Mikado,.

## Activités et manifestations
La place de la République est un des lieux de passage obligé de nombre de grands cortèges du Carnaval de Paris au XIXe siècle. Par exemple, en mars 1895, on lit dans le compte-rendu du défilé de la Mi-Carême paru dans le Journal des débats :

« Vers trois heures la cavalcade s'avançait lentement, bombardée de confettis ; elle ne ripostait plus, les munitions étant épuisées. Place de la République, elle s'arrête. Elle n'aurait, d'ailleurs, pu aller plus loin avant que les gardes républicains eussent, avec des précautions infinies — on admire toujours la patience des hommes… et celle des chevaux — fait reculer de quelques mètres la masse énorme des curieux. Sur aucun point l'affluence ne fut plus considérable. La statue gigantesque de la République, devant laquelle les musiques jouaient La Marseillaise, a été prise d'assaut par des curieux. Ces imprudents se sont juchés non seulement sur le piédestal, mais sur les bras, sur la tête de la République. Ils sont là comme des grappes vivantes qu'une poussée peut détacher. Sur les balcons, sur les toits, la houle humaine se déploie. Les terrasses des cafés offrent un curieux spectacle : les tables aussi bien que les chaises servent d'observatoires aux consommateurs, dont la plupart ne consomment pas. Des bousculades se produisent ; on entend des bruits de verres cassés, de chaises défoncées… Au demeurant, pas d'accident sérieux. Aux fenêtres de la caserne du Château-d'Eau, les soldats se disputent pour voir. »

À partir de 1926 et au moins jusqu'en 1937, la caserne de la garde est le lieu de départ chaque année, de la course de marche à pied de Paris à Strasbourg, qui réunissait parmi les meilleurs marcheurs de fond de l'époque.
Sous l'Occupation, les Allemands ont utilisé la caserne pour loger leurs propres troupes. Lors des combats de la libération de Paris, elle est au soir du 25 août 1944 le dernier bastion allemand qui, à 19 h 25, se rend aux résistants et aux soldats de la 2e DB qui en font le siège depuis le début de l'après-midi.
Parfois, en raison de son nom et de la symbolique qui lui est liée, mais surtout à cause de son accessibilité et de sa localisation au carrefour de grandes avenues, c'est un des lieux habituels des manifestations parisiennes, le plus souvent à l'initiative des organisations politiques de gauche ou des organisations syndicales. Mais la place de la République a aussi été le cadre choisi en 1958 par le général de Gaulle pour une manifestation, le 4 septembre, en faveur du Oui au référendum instituant la Constitution de la Cinquième République ou, le 11 janvier 2015, pour le départ de la marche républicaine destinée à rendre hommage aux victimes décédées dans les attentats et prises d'otages des jours précédents et à s'opposer au terrorisme.
La place de la République redevient un lieu de recueillement, à la suite des attentats du 13 novembre 2015. Le 6 janvier 2016, un chêne chevelu est planté à l'angle du boulevard Magenta en mémoire des victimes des attentats terroristes de 2015.
À partir du 31 mars 2016, à la suite des manifestations de ce jour en opposition à la loi El Khomri, la place de la République devient le lieu de rendez-vous de manifestations quotidiennes régulières baptisées Nuit debout.

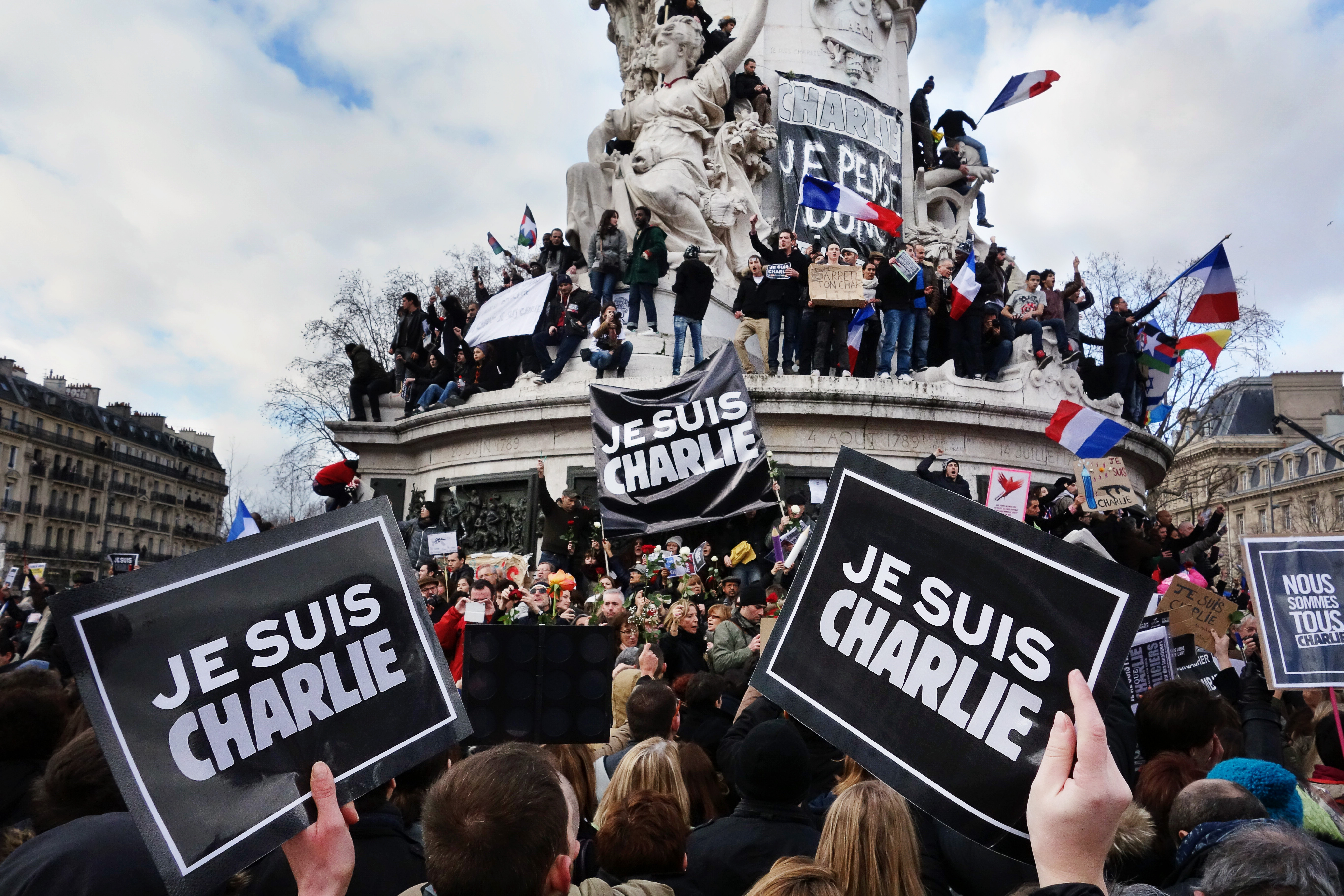
Manifestations des 10 et 11 janvier 2015.
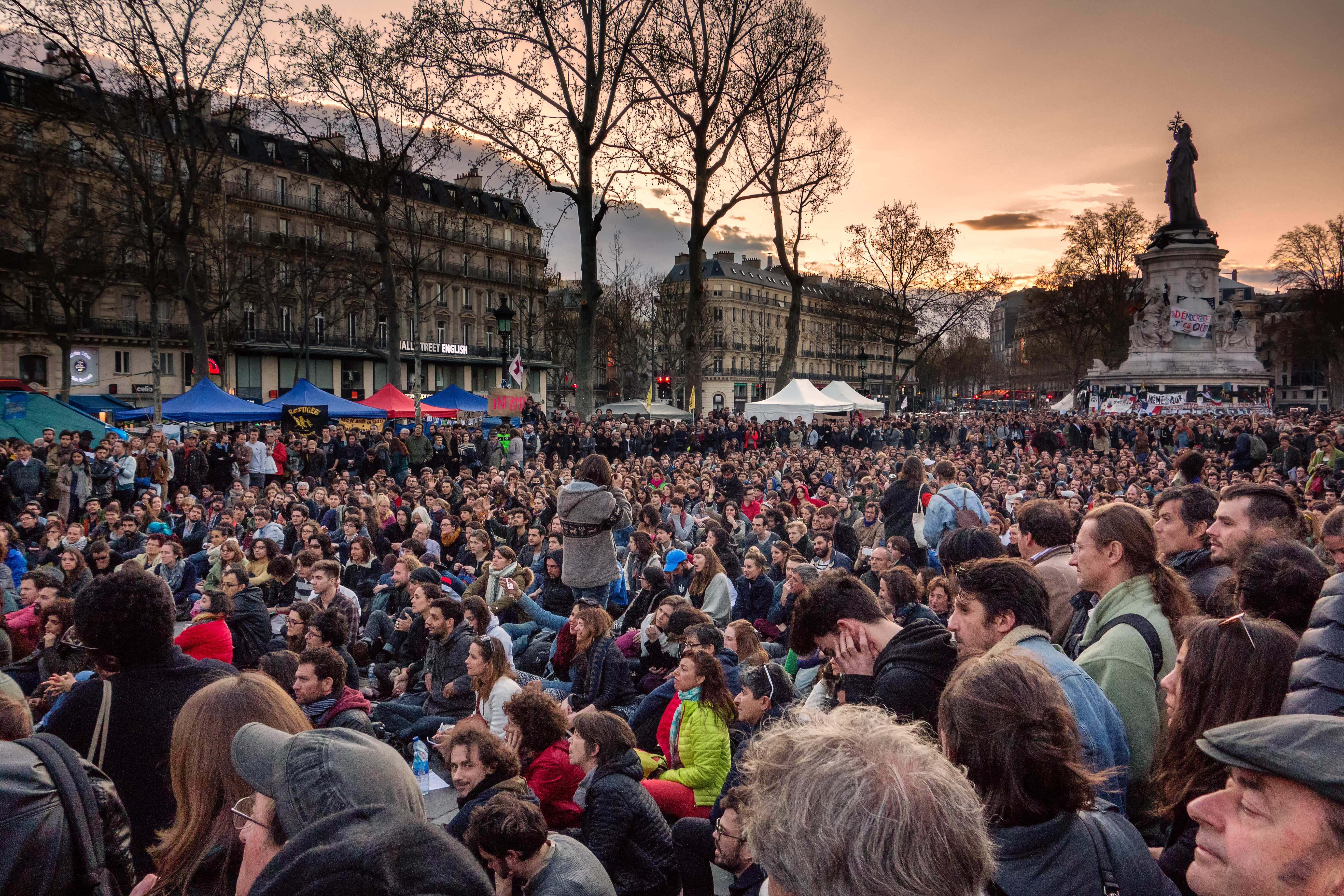
Nuit debout, mars 2016.
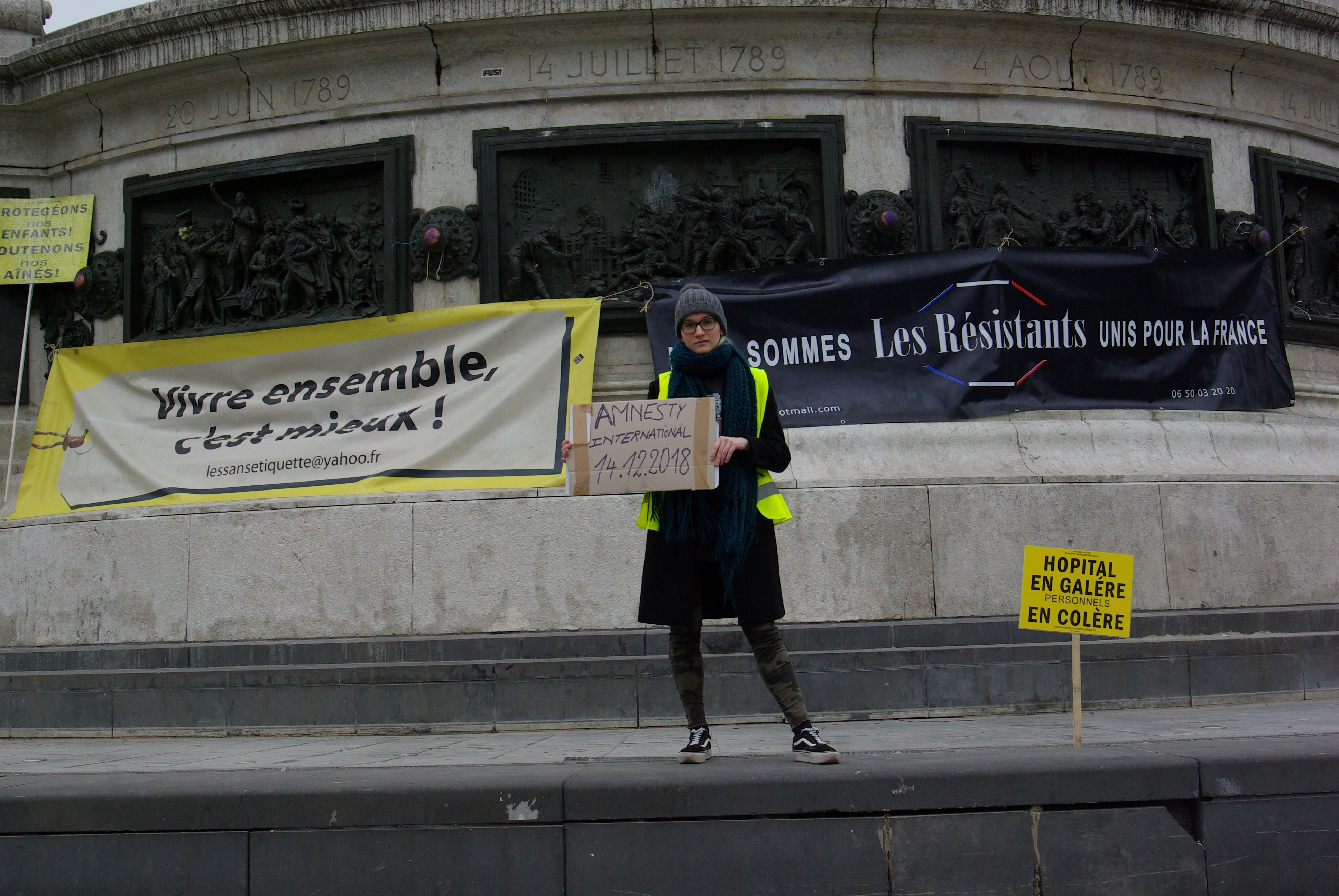
Manifestante invitant à lire le rapport d'Amnesty International sur les violences policières commises pendant le mouvement des Gilets jaunes (29 décembre 2018).

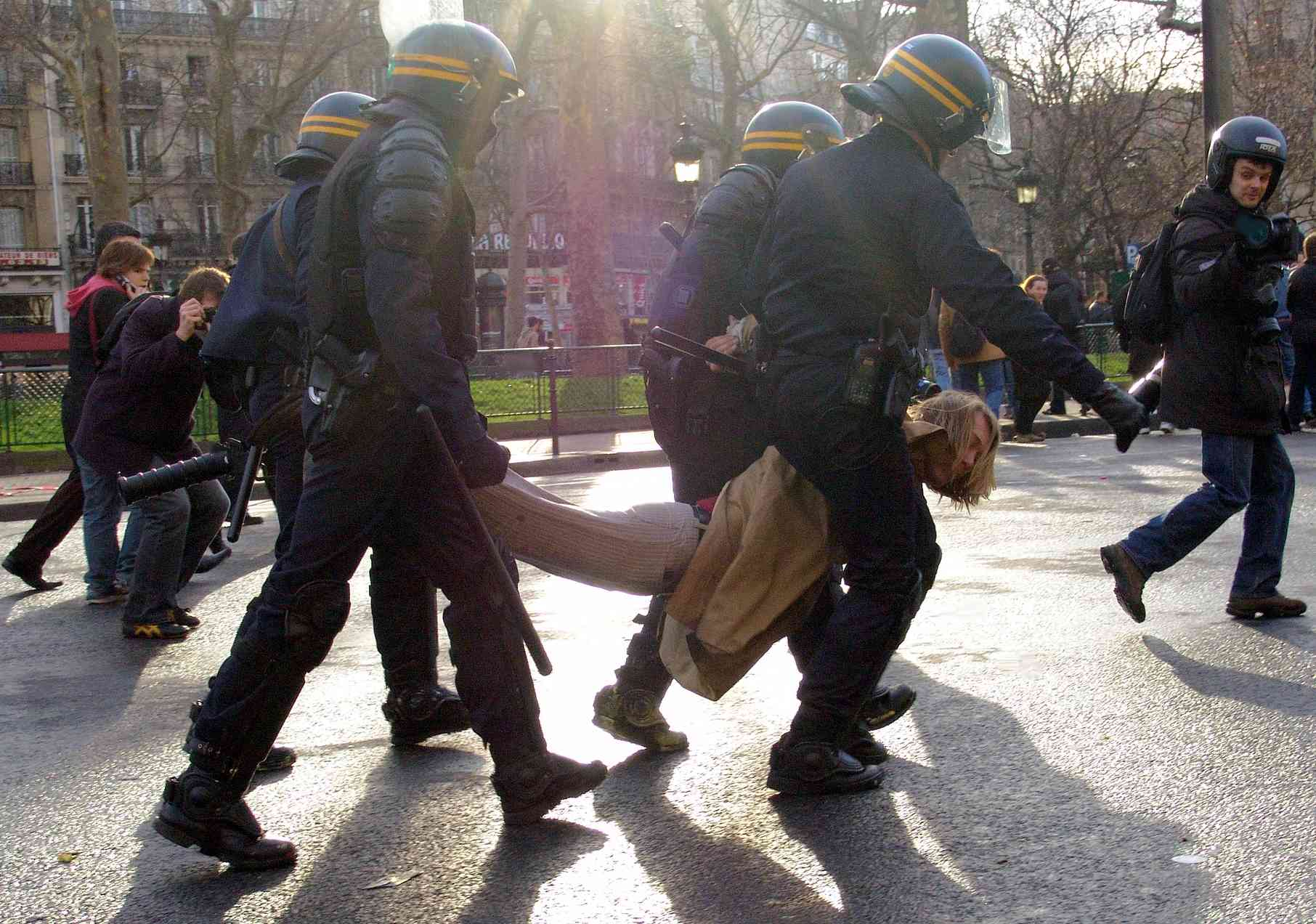
Mouvement anti-CPE place de la République en 2006 : un étudiant emporté par les CRS.

À partir de novembre 2018, pendant le mouvement des Gilets jaunes, plusieurs rassemblements ont lieu sur la place.

## Bâtiments remarquables et lieux de mémoire
- La place était le point de départ du tramway funiculaire de Belleville[40],[41],[42].
- No 1 : passage Vendôme
- No 10 : anciens Magasins réunis et hôtel Crowne Plaza
- No 12 : caserne Vérines ; elle accueille depuis 1947 la Garde républicaine

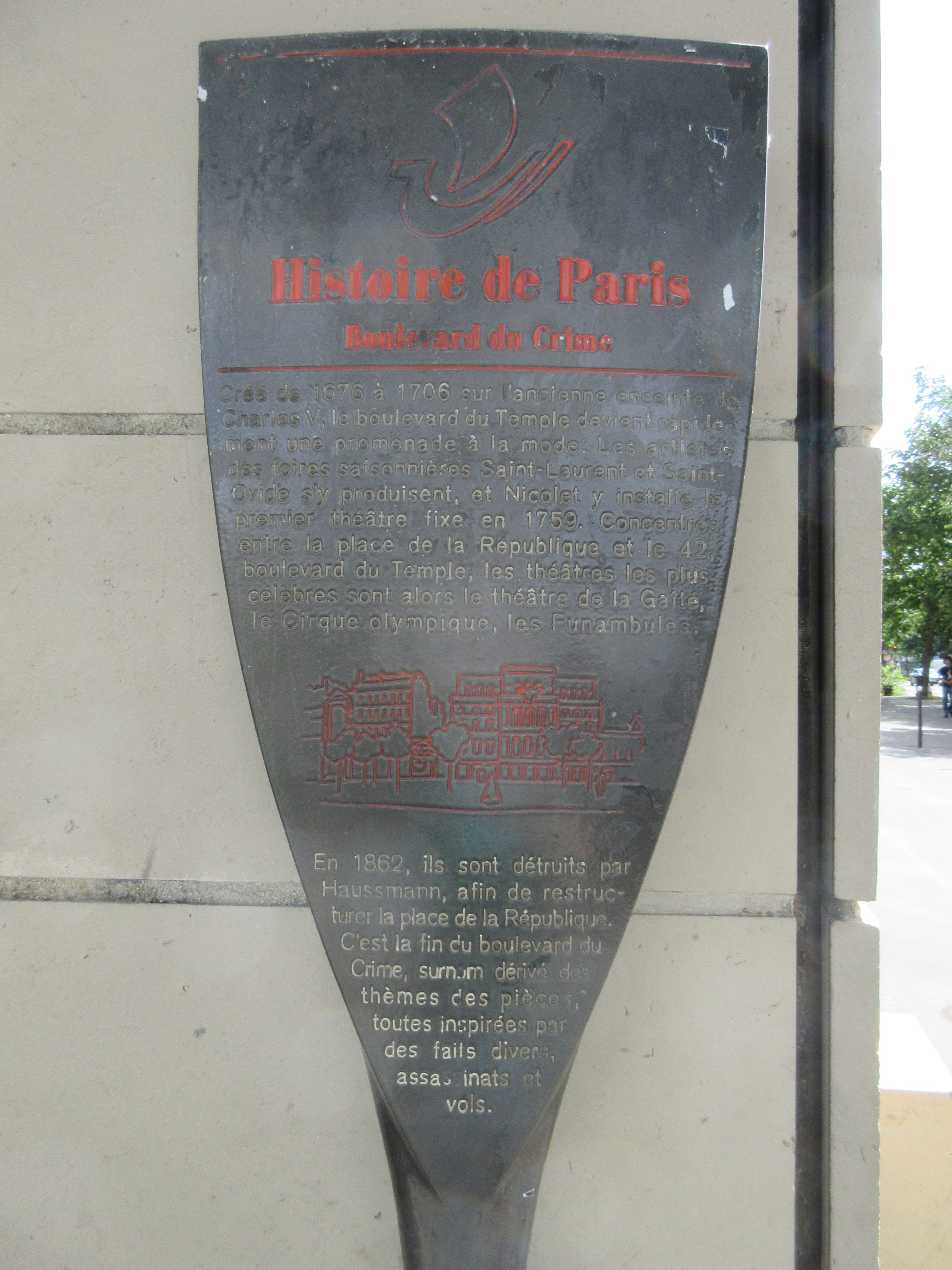
Panneau Histoire de Paris Boulevard du Crime.
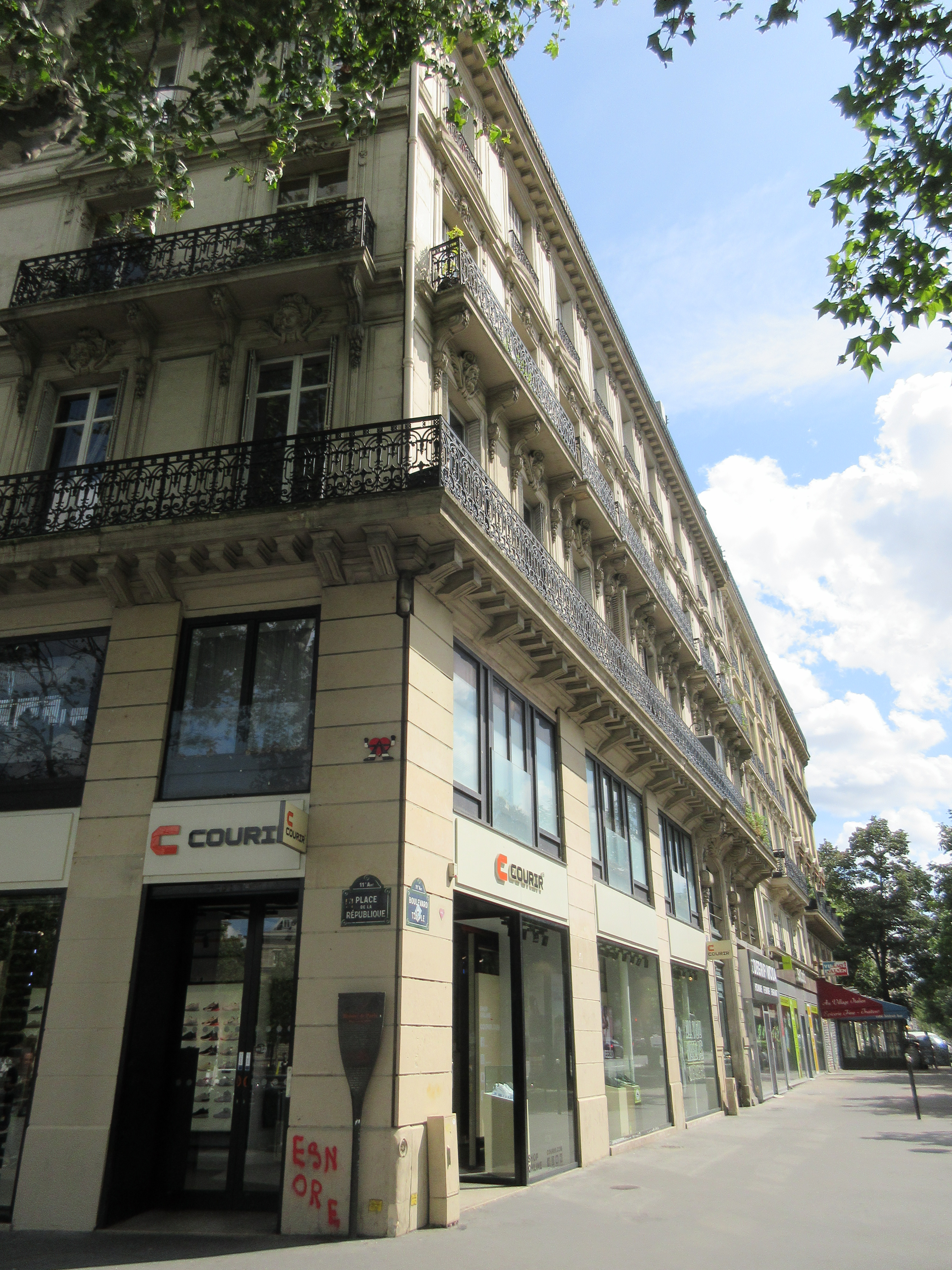
Emplacement du panneau Histoire de Paris Boulevard du Crime à l'angle de la place de la République et du boulevard du Temple.

### Le monument à la République
En 1879, le concours organisé pour l'installation d'un grand monument consacré à la République de nouveau proclamée est remporté par les frères Morice : Léopold pour la statuaire et Charles pour le soubassement. L'intégralité des fontes en bronze furent réalisées par la fonderie d'art « Thiébaut et Fils » en 1883. Deux cérémonies d'inauguration eurent lieu, le 14 juillet 1880 avec le modèle en plâtre, le 14 juillet 1883 avec la version définitive en bronze. Le monument est constitué d'une statue colossale de Marianne en bronze de 9,50 m de haut sur un soubassement en pierre de 15 m de haut où sont assises des allégories de la Liberté, de l'Égalité et de la Fraternité. La fontaine du Château d'eau de Davioud est quant à elle réinstallée en 1880 place Félix-Éboué, dans le 12e arrondissement. Le sculpteur Jules Dalou, qui concourait en 1879 et dont le projet n'est pas retenu pour la place de la République, obtient cependant une commande pour son « Triomphe de la République » qui sera installé place de la Nation.

## Dans la culture populaire
La place de la République a fait l'objet d'une chanson de Tim Dup intitulée Place espoir ainsi que d'une chanson de Coeur de Pirate. Elle est un des lieux évoqués dans la chanson Rockers de La Souris Déglinguée.